# Ehemaliges Gemeindehaus (Petterweil)

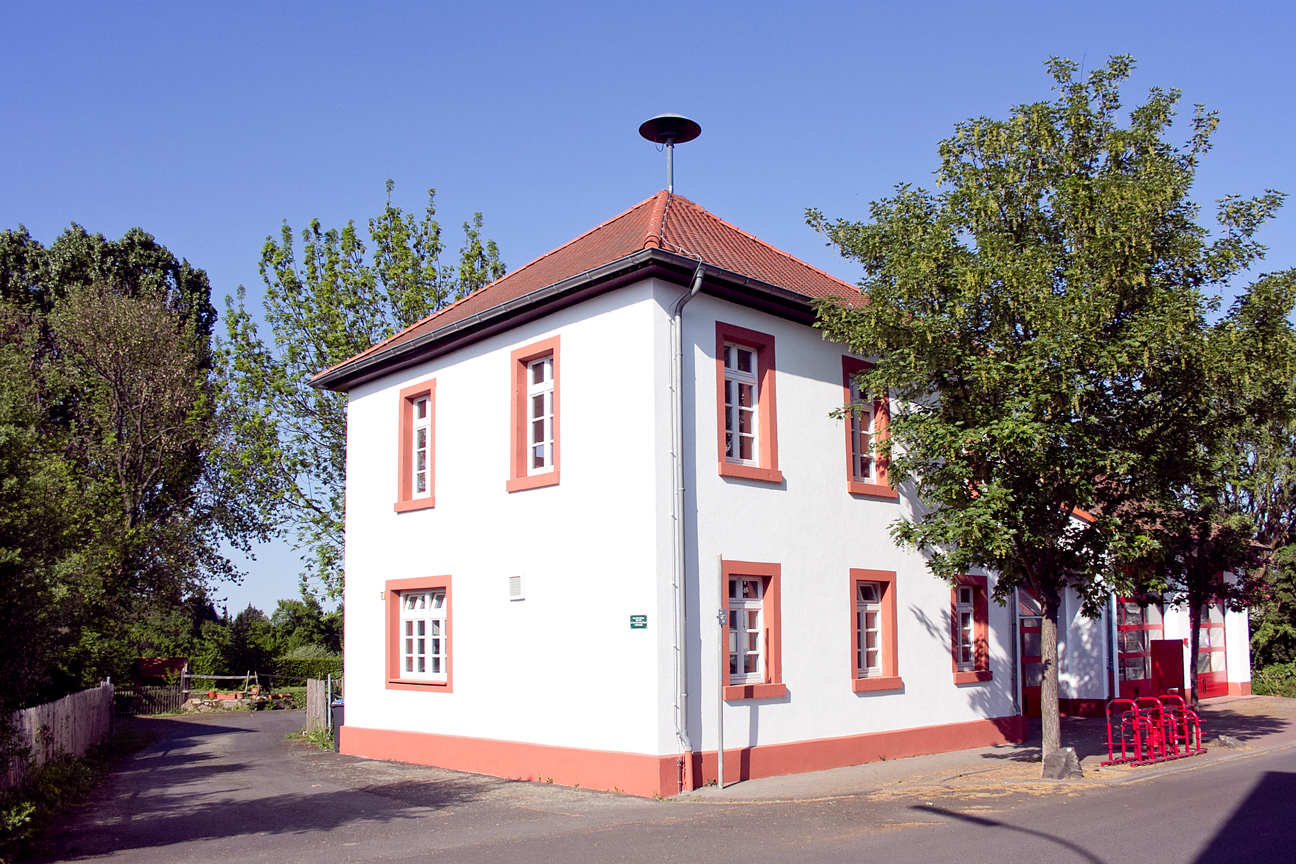
Das ehemalige Gemeindehaus

Das ehemalige Gemeindehaus von Petterweil wurde vermutlich Mitte des 19. Jahrhunderts an der Pforte zum Schloss des Ortes errichtet.
Von 1865 bis 1970 diente das Gebäude als Rathaus der Gemeinde. Hier waren die Ratsstube, die Wachstube und das Ortsgefängnis untergebracht. Nach der Eingemeindung von Petterweil in die Stadt Karben dient es seit 1994 der Freiwilligen Feuerwehr des Ortes als Feuerwehrhaus.
Das Haus entstand als massiver zweigeschossiger Bau über nahezu quadratischem Grundriss. Über dem Baukörper spannt sich ein flaches Zeltdach.